# Färila
Färila är en tätort i Ljusdals kommun i Hälsingland och kyrkbyn i Färila socken. Färila består av öppna dalgångsmarker utmed Ljusnan och är en bostads- och industriort. 

## Befolkningsutveckling
| Befolkningsutvecklingen i Färila 1950–2020 | Befolkningsutvecklingen i Färila 1950–2020 | Befolkningsutvecklingen i Färila 1950–2020 | Befolkningsutvecklingen i Färila 1950–2020 | Befolkningsutvecklingen i Färila 1950–2020 |
| ------------------------------------------ | ------------------------------------------ | ------------------------------------------ | ------------------------------------------ | ------------------------------------------ |
|                                            |                                            |                                            |                                            |                                            |
| År                                         |                                            |                                            | Folkmängd                                  | Areal (ha)                                 |
| 1950                                       | 1950                                       |                                            | 974                                        |                                            |
| 1960                                       | 1960                                       |                                            | 1 297                                      |                                            |
| 1965                                       | 1965                                       |                                            | 1 455                                      |                                            |
| 1970                                       | 1970                                       |                                            | 1 612                                      |                                            |
| 1975                                       | 1975                                       |                                            | 1 689                                      |                                            |
| 1980                                       | 1980                                       |                                            | 1 694                                      |                                            |
| 1990                                       | 1990                                       |                                            | 1 617                                      | 263                                        |
| 1995                                       | 1995                                       |                                            | 1 533                                      | 249                                        |
| 2000                                       | 2000                                       |                                            | 1 415                                      | 251                                        |
| 2005                                       | 2005                                       |                                            | 1 351                                      | 251                                        |
| 2010                                       | 2010                                       |                                            | 1 293                                      | 247                                        |
| 2015                                       | 2015                                       |                                            | 1 399                                      | 315                                        |
| 2020                                       | 2020                                       |                                            | 1 328                                      | 278                                        |
|                                            |                                            |                                            |                                            |                                            |

## Samhället
Den östra infarten ger besökaren en förr vanlig men numera ovanlig syn, nämligen Färilas kyrkstallar. Sådana användes tidigare av långväga kyrkobesökare för att härbärgera sina hästar. I Färila är kyrkstallarna timrade och rödmålade med vanlig rödfärg. Pilgrimsleden till S:t Olofs grav i Trondheim passerar här. Så gör även jämtarnas led till Mellansverige.
Färila har kommunens enda badhus, ett badhus som från början var en traditionell simhall men som sedan 2010 även har klättervägg, tempererade bassänger (ej fullstora), trampolin och vattenrutschbana.

## Näringsliv
Färila är den största orten för verkstadsindustrin inom Ljusdals kommun. Största företaget är ExTe, som tillverkar lastbankar och lastförankringssystem för lastbilar och tåg. Peges Mekaniska Verkstads AB, som är en komponenttillverkare, har numer lagt ner sin verksamhet i Färila, och ExTe har tagit över deras lokaler. Pendling förekommer till och från Ljusdal. Ett gammalt företag är Färila sågverk utanför Korskrogen, som ägs av Setra Group.
Färila är även känd för sin tillverkning av korv. Färilakorven, som är en falukorvsliknande korv tillverkas av Dehlins samt forbondekorven som är av mer salamiliknande karaktär och tillverkas av Björks. Båda fabrikanterna är familjeföretag med lång historia. Färilas jordmån, en god morän på lerbasis, är perfekt för odling av Bintjepotatis.

## Utbildning
Färila skola, tidigare benämnd Färila centralskola, fick från 1996 betydande anslag inom ramen för projektet Färila Skola 2000 för att utveckla framtidens pedagogik. Skolan kunde bland annat köpa in bärbara datorer till samtliga elever och lärare, vilket gjorde att skolan uppfattades som en pionjär inom datorer och internet i undervisningen. Resultatet av projektet blev tvetydigt och det avslutades som planerat år 2002.

## Kända personer
Bland kända Färilabor kan nämnas artisten Moto boy samt Curt Göransson, som på 1980-talet var en av Europas mest meriterade truckracingförare. Författaren Albert Viksten var bosatt i Färila från 1924 fram till sin död 1969. Hans Göran Franck bodde i Färila i unga år. Förre riksbankschefen och socialdemokraten Per Åsbrink var från Färila, liksom den framstående dansaren och koreografen Per Jonsson.
Den svenske artisten Kaah har spelat in videon till låten "Innan du går" i Färila. I den kan man bland annat se Vallabron och Krogen folkan.  Bakom videon står Färilabördige reklamfilmaren och regissören Ragnar Jansson.

## Bilder

Färila
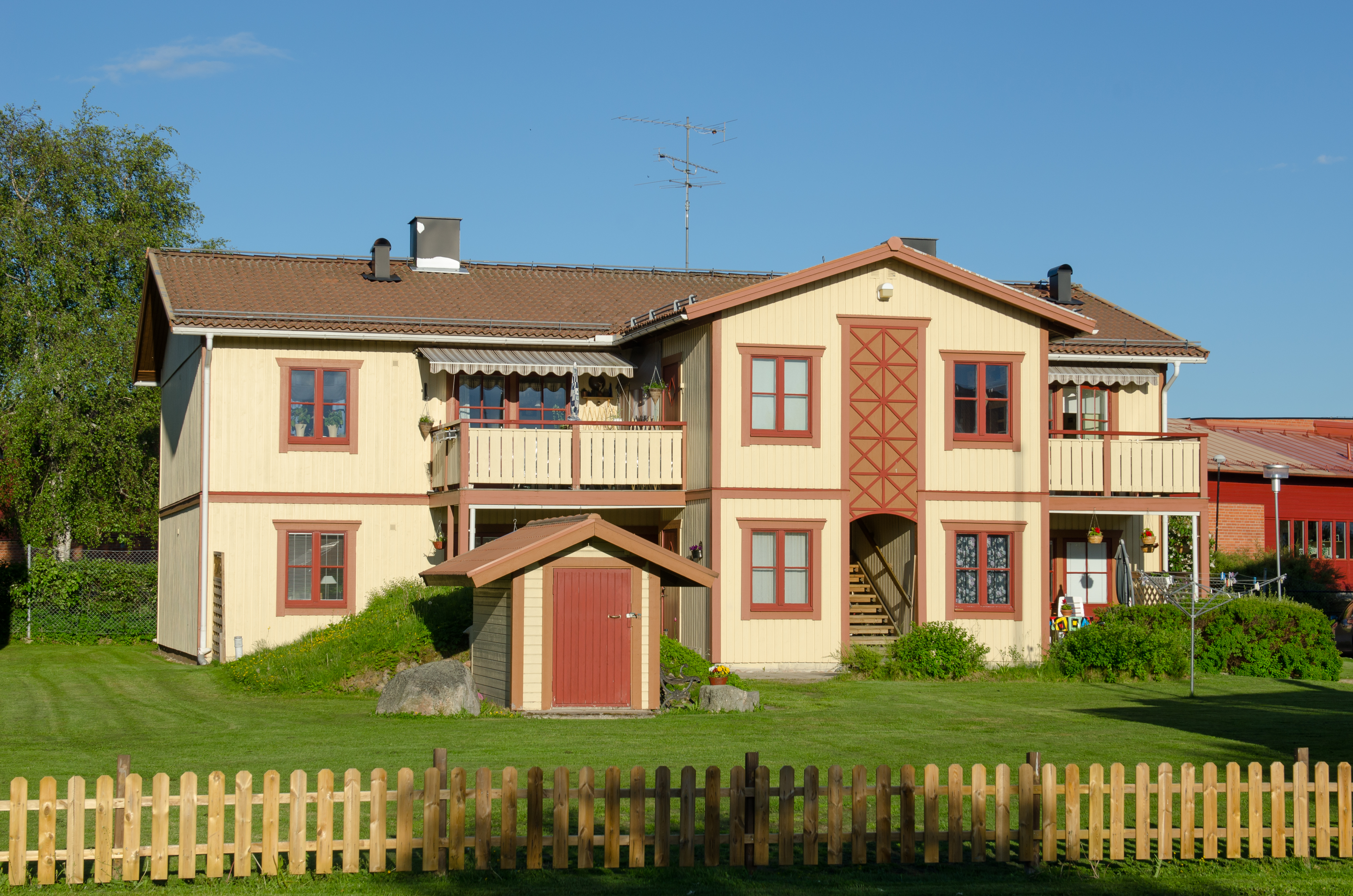
Bostadshus vid Härjedalsvägen.
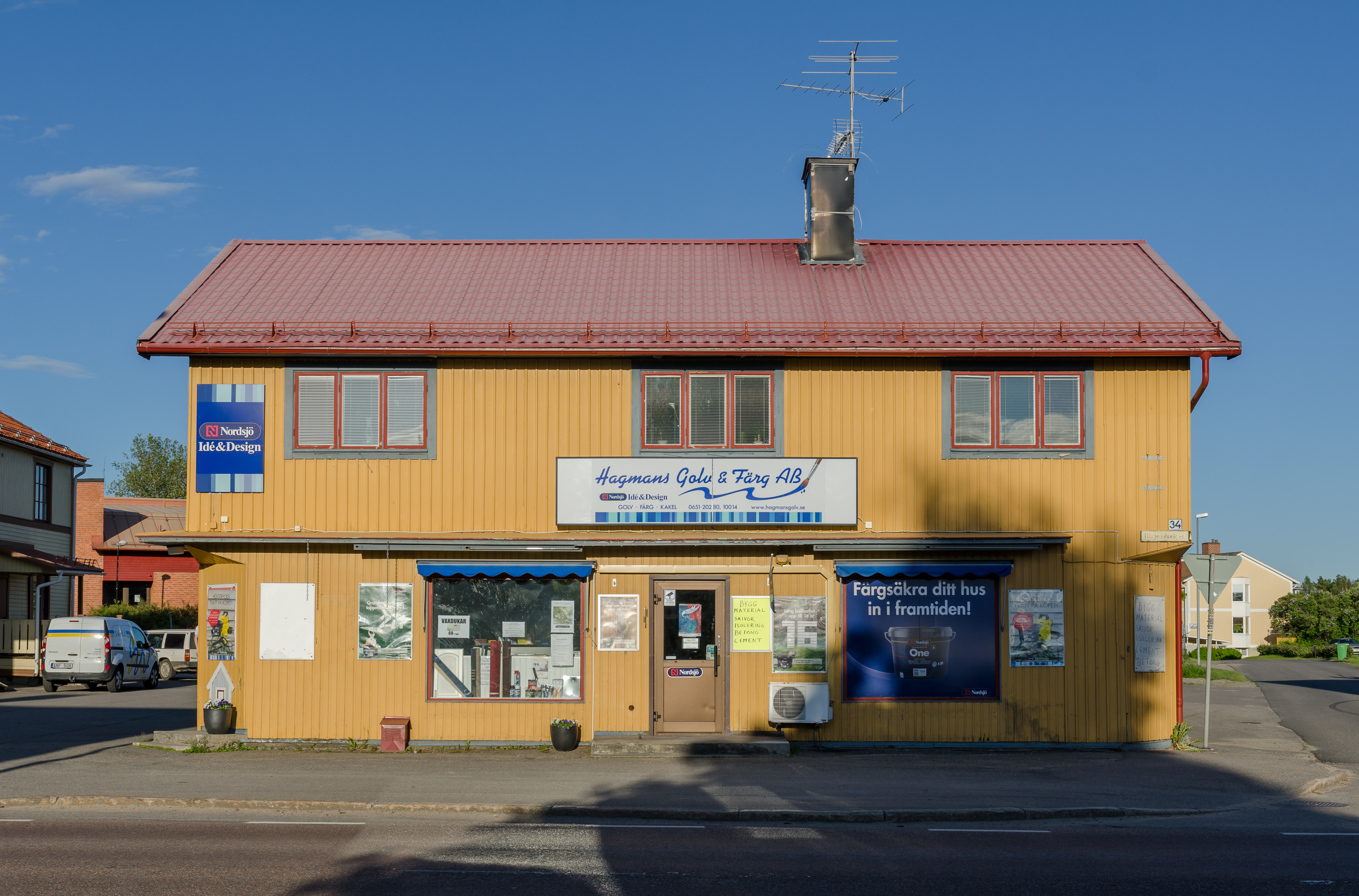
Järnhandel.